# Nmixx
Nmixx (кор. 엔믹스; стилізується як NMIXX; вимовляється як: Енмікс) — південнокорейський жіночий гурт, сформований у 2022 році SQU4D — суб-лейблом JYP Entertainment. Колектив складається з шести учасниць: Лілі, Хевон, Соллюн, Бей, Джіу та Кюджін. Джінні, сьома учасниця, покинула гурт 9 грудня 2022 року (через власні обставини). Дебют відбувся 22 лютого 2022 року з сингл-альбомом Ad Mare.

## Назва
Nmixx — це складене слово, де «N» позначає «Now» (зараз), «New» (новий), «Next» (наступний), а «Mix» — нові поєднання та різноманітність. Таким чином гурт хоче показати новий напрямок у k-pop індустрії за допомогою незвичайних музичних комбінацій.

## Історія

### Пре-дебют
8 липня 2021 року були відкриті акаунти в соціальних мережах для JYPn, і показали тизер під назвою Blind Package.
9 липня показали другий тизер, що містить фразу Your Next Favorite Girl group, що викликало чутки про те, що у JYP Entertainment скоро дебютує нова жіноча група, вперше з дебюту ITZY 2019 року. Пізніше того ж дня JYP Entertainment підтвердили, що в лютому 2022 року відбудеться дебют нового жіночого гурту, і що дебютний сингл обмеженим тиражем під назвою Blind Package буде продаватися тільки протягом 10 днів, з 16 по 25 липня. «Blind Package» вийде, коли гурт дебютує у лютому 2022 року, і складатиметься з компакт-диска обмеженого тиражу, фотокниги, плаката, преміальної картки учасника, випадкового полароїду та іншого. 22 липня стало відомо, що попереднє замовлення «Blind Package» вже досягло 40 000 копій. 27 липня JYP Entertainment повідомили, що після закінчення попереднього замовлення Blind Package було продано у кількості 60 000 копій. 6 серпня JYP Entertainment випустили відео з танцювальною кавер-версією 3 учасників, Джіні, Джіу та Кюджін, на YouTube каналі JYPn. 20 серпня було випущено нове кавер-відео Джіні. 3 вересня було представлено четверту учасницю Соллюн, через кавер на пісню Лі Сонмі «Full Moon».
8 жовтня вийшов кавер на пісню Дуа Ліпи «Break My Heart», в якій була представлена Беі. 5 листопада вийшов кавер пісня Стефані Поетрі «I Love You 3000», в якій була представлена Хевон. 19 листопада була представлена Лілі.
10 грудня JYP Entertainment підтвердили всіх сімох учасниць та оголосили, що гурт дебютує у лютому 2022 року.

### 2022: Дебют зAd Mare
26 січня 2022 року JYP Entertainment підтвердили назву групи як NMIXX та відкрили свої акаунти у соціальних мережах. 27 січня вийшов трейлер гурту під назвою «New Frontier: Declaration». Лілі відповідала за озвучування відео.
27 січня вийшов трейлер дебюту гурту. 3 лютого було оприлюднено плакат, який повідомляє, що перший сингл-альбом гурту вийде 22 лютого 2022 року і називатиметься Ad Mare. 4 лютого через Spotify було випущено альбом у вигляді подкасту під назвою «Now It's Time!: We are NMIXX». Учасниці гурту розповіли про концепцію та почуття, які вони отримали у процесі роботи над своїм першим синглом.
9 грудня було повідомлено про те, що учасниця Джінні покидає гурт із особистих причин.

## Учасниці
| Сценічний псевдонім | Сценічний псевдонім | Справжнє ім'я | Справжнє ім'я | Дата народження           | Позиція                                                |
| Українською         | Латиницею           | Українською   | Хангилем      | Дата народження           | Позиція                                                |
| ------------------- | ------------------- | ------------- | ------------- | ------------------------- | ------------------------------------------------------ |
| Лілі                | Lily                | Лілі Морроу   | 릴리 머로우   | 17 жовтня 2002 (22 роки)  | Головна вокалістка                                     |
| Хевон               | Haewon              | О Хевон       | 오해원        | 25 лютого 2003 (22 роки)  | Лідерка, головна вокалістка, танцюристка, реперка      |
| Соллюн              | Sullyoon            | Соль Юна      | 설윤아        | 26 січня 2004 (21 рік)    | Ведуча вокалістка, танцюристка, віжуал                 |
| Бей                 | Bae                 | Бе Джінсоль   | 배진솔        | 28 грудня 2004 (20 років) | Ведуча танцюристка, ведуча вокалістка, реперка         |
| Джіу                | Jiwoo               | Кім Джіу      | 김지우        | 13 квітня 2005 (20 років) | Головна реперка, ведуча танцюристка, вокалістка        |
| Кюджін              | Kyujin              | Чан Кюджін    | 장규진        | 26 травня 2006 (19 років) | Головна танцюристка, ведуча реперка, вокалістка, макне |
| Колишні учасниці    |                     |               |               |                           |                                                        |
| Джінні              | Jinni               | Чхве Юнджін   | 최윤진        | 16 квітня 2004 (21 рік)   | Головна танцюристка, реперка, вокалістка               |

## Дискографія

### Мініальбоми
| Назва        | Деталі                                                                             | Пікові позиції у чартах | Пікові позиції у чартах | Пікові позиції у чартах | Пікові позиції у чартах | Продажі                                    | Сертифікації        |
| Назва        | Деталі                                                                             | KOR                     | JPN                     | US                      | US World                | Продажі                                    | Сертифікації        |
| ------------ | ---------------------------------------------------------------------------------- | ----------------------- | ----------------------- | ----------------------- | ----------------------- | ------------------------------------------ | ------------------- |
| Expérgo      | - Реліз: 20 березня 2023 - Лейбл: JYP - Формат: CD, цифрове завантаження, стриминг | 2                       | 8                       | 122                     | 5                       | - Південна Корея: 956,319 - Японія: 10,691 | - KMCA: 3× Platinum |
| Fe3O4: Break | - Реліз: 15 січня 2024 - Лейбл: JYP - Формат: CD, цифрове завантаження, стриминг   | В очікуванні            | В очікуванні            | В очікуванні            | В очікуванні            | В очікуванні                               | В очікуванні        |

### Сингл-альбоми
| Назва                                                                            | Деталі                                                                                      | Пікові позиції у чартах | Пікові позиції у чартах | Продажі                   | Сертифікації        |
| Назва                                                                            | Деталі                                                                                      | KOR                     | JPN Hot                 | Продажі                   | Сертифікації        |
| -------------------------------------------------------------------------------- | ------------------------------------------------------------------------------------------- | ----------------------- | ----------------------- | ------------------------- | ------------------- |
| Ad Mare                                                                          | - Реліз: 22 лютого 2022 - Лейбл: JYP - Формат: CD, цифрове завантаження, стриминг           | 1                       | —                       | - Південна Корея: 498,432 | - KMCA: 2x Platinum |
| Entwurf                                                                          | - Реліз: 19 вересня 2022 - Лейбл: JYP - Формат: CD, цифрове завантаження, стриминг          | 1                       | 53                      | - Південна Корея: 562,596 | - KMCA: 2× Platinum |
| A Midsummer Nmixx's Dream                                                        | - Реліз: 11 липня 2023 - Лейбл: JYP, Republic - Форматs: CD, цифрове завантаження, стриминг | 3                       | —                       | - Південна Корея: 922,417 | - KMCA: 3x Platinum |
| «—» релізи, що не потрапили у чарти або не були випущені у відповідних регіонах. |                                                                                             |                         |                         |                           |                     |

### Сингли
| Назва                                                                            | Рік  | Пікові позиції у чартах | Пікові позиції у чартах | Пікові позиції у чартах | Пікові позиції у чартах | Пікові позиції у чартах | Пікові позиції у чартах | Пікові позиції у чартах | Пікові позиції у чартах | Пікові позиції у чартах | Альбом                    |
| Назва                                                                            | Рік  | KOR                     | KOR Billb.              | JPN Hot                 | MLY                     | MLY Songs               | SGP                     | SGP Songs               | VIE                     | WW                      | Альбом                    |
| -------------------------------------------------------------------------------- | ---- | ----------------------- | ----------------------- | ----------------------- | ----------------------- | ----------------------- | ----------------------- | ----------------------- | ----------------------- | ----------------------- | ------------------------- |
| «O.O»                                                                            | 2022 | 81                      | 63                      | 42                      | 8                       | 17                      | 16                      | 18                      | 38                      | 138                     | Ad Mare                   |
| «Dice»                                                                           | 2022 | 49                      | 16                      | 56                      | —                       | —                       | 20                      | 23                      | 74                      | 155                     | Entwurf                   |
| «Funky Glitter Christmas»                                                        | 2022 | —                       | —                       | —                       | —                       | —                       | —                       | —                       | —                       | —                       | Сингл без альбому         |
| «Young, Dumb, Stupid»                                                            | 2023 | 50                      | —                       | —                       | —                       | —                       | —                       | —                       | —                       | —                       | Expérgo                   |
| «Love Me Like This»                                                              | 2023 | 11                      | 11                      | —                       | —                       | —                       | 30                      | —                       | —                       | —                       | Expérgo                   |
| «Roller Coaster»                                                                 | 2023 | 100                     | 23                      | —                       | —                       | —                       | —                       | —                       | —                       | —                       | A Midsummer Nmixx's Dream |
| «Party O'Clock»                                                                  | 2023 | 139                     | —                       | —                       | —                       | —                       | —                       | —                       | —                       | —                       | A Midsummer Nmixx's Dream |
| «Soñar (Breaker)»                                                                | 2023 | 142                     | —                       | —                       | —                       | —                       | —                       | —                       | —                       | —                       | Fe3O4: Break              |
| «—» релізи, що не потрапили у чарти або не були випущені у відповідних регіонах. |      |                         |                         |                         |                         |                         |                         |                         |                         |                         |                           |

### Промо-сингли
| Назва                  | Рік  | Пікові позиції у чартах | Альбом            |
| Назва                  | Рік  | KOR Down.               | Альбом            |
| ---------------------- | ---- | ----------------------- | ----------------- |
| «Kiss» (Rainbow cover) | 2022 | 55                      | Сингл без альбому |

### Саундтреки
| Назва                                 | Рік  | Альбом                        |
| ------------------------------------- | ---- | ----------------------------- |
| «Hey Gabby!» (кор. 안녕 개비!)        | 2022 | Gabby's Dollhouse OST x Nmixx |
| «Sprinkle Party» (кор. 스프링클 파티) | 2022 | Gabby's Dollhouse OST x Nmixx |

### Інші пісні у чартах
| Назва                                                                            | Рік  | Пікові позиції у чартах | Альбом  |
| Назва                                                                            | Рік  | KOR Down.               | Альбом  |
| -------------------------------------------------------------------------------- | ---- | ----------------------- | ------- |
| «Tank» (кор. 占)                                                                 | 2022 | 121                     | Ad Mare |
| «Cool (Your Rainbow)»                                                            | 2022 | 39                      | Entwurf |
| «Paxxword»                                                                       | 2023 | 61                      | Expérgo |
| «Just Did It»                                                                    | 2023 | 65                      | Expérgo |
| «My Gosh»                                                                        | 2023 | 66                      | Expérgo |
| «Home»                                                                           | 2023 | 72                      | Expérgo |
| «—» релізи, що не потрапили у чарти або не були випущені у відповідних регіонах. |      |                         |         |

## Відеографія

### Музичні кліпи
| Назва                     | Рік  | Режисер(и)                          | Прим.         |
| ------------------------- | ---- | ----------------------------------- | ------------- |
| «O.O»                     | 2022 | Digipedi                            | [ 47 ]        |
| «Dice»                    | 2022 | Highqualityfish                     | [ 48 ]        |
| «Funky Glitter Christmas» | 2022 | Woonghui (wwhh)                     | [ 49 ]        |
| «Young, Dumb, Stupid»     | 2023 | Hong Jae-hwan, Lee Hye-su (Swisher) | [ 50 ]        |
| «Love Me Like This»       | 2023 | Beomjin pka Paranoid Paradigm       | [ 51 ] [ 52 ] |
| «Roller Coaster»          | 2023 | SOZE YOON (Studio Gaze)             | [ 53 ]        |
| «Party O'Clock»           | 2023 | Kwon Yong-soo (Studio Saccharin)    | [ 54 ]        |
| «Soñar (Breaker)»         | 2023 | В очікуванні                        | [ 55 ]        |

## Фільмографія

### Веб-шоу
| Рік         | Назва      | Нотатки              | Прим.  |
| ----------- | ---------- | -------------------- | ------ |
| 2022–донині | Pick Nmixx | Weekly variety shows | [ 56 ] |

## Нагороди і номінації
| Нагорода                  | Рік  | Категорія                            | Номінант / робота | Результат    | Прим.  |
| ------------------------- | ---- | ------------------------------------ | ----------------- | ------------ | ------ |
| Asia Artist Awards        | 2022 | Best Emotive Award — Music           | Nmixx             | Перемога     | [ 57 ] |
| Asia Artist Awards        | 2022 | New Wave Award — Music               | Nmixx             | Перемога     | [ 57 ] |
| Asia Artist Awards        | 2022 | DCM Popularity Award — Female Singer | Nmixx             | Номінація    | [ 58 ] |
| Asia Artist Awards        | 2022 | Idolplus Popularity Award — Music    | Nmixx             | Номінація    | [ 59 ] |
| Asia Artist Awards        | 2023 | Popularity Award — Singer (Female)   | Nmixx             | В очікуванні | [ 60 ] |
| Circle Chart Music Awards | 2023 | Album of the Year — 1st Quarter      | Ad Mare           | Номінація    | [ 61 ] |
| Circle Chart Music Awards | 2023 | New Artist of the Year — Digital     | «O.O»             | Номінація    | [ 62 ] |
| Circle Chart Music Awards | 2023 | New Artist of the Year — Physical    | Entwurf           | Номінація    | [ 62 ] |
| Circle Chart Music Awards | 2023 | Song of the Year — February          | «O.O»             | Номінація    | [ 63 ] |
| The Fact Music Awards     | 2023 | Artist of the Year (Bonsang)         | Nmixx             | Перемога     | [ 64 ] |
| Genie Music Awards        | 2022 | Best Female Rookie Award             | Nmixx             | Номінація    | [ 65 ] |
| Golden Disc Awards        | 2023 | Rookie Artist of the Year            | Nmixx             | Номінація    | [ 66 ] |
| MAMA Awards               | 2022 | Favorite New Artist                  | Nmixx             | Перемога     | [ 67 ] |
| MAMA Awards               | 2022 | Artist of the Year                   | Nmixx             | У списку     | [ 68 ] |
| MAMA Awards               | 2022 | Best New Female Artist               | Nmixx             | Номінація    | [ 68 ] |
| MAMA Awards               | 2022 | Worldwide Fans' Choice Top 10        | Nmixx             | Номінація    | [ 68 ] |
| Melon Music Awards        | 2022 | New Artist of the Year               | Nmixx             | Номінація    | [ 69 ] |
| Melon Music Awards        | 2023 | Top 10 Artist Award                  | Nmixx             | Номінація    | [ 70 ] |

## Нотатки
1. ↑  Відповідно до заяви JYP Entertainment, усі учасниці є професіоналами, тому позиції дівчат не закріплені. Також було сказано, що гурт скаладається з семи вокалісток, танцівниць та віжуалів.
2. ↑  Включає чарти Billboard K-pop Hot 100 (припинений станом на 2022), та South Korea Songs (частина чарту Billboard Hits of the World (працює з 2022)).
3. ↑  Сингл «Funky Glitter Christmas» не потрапив у Circle Digital Chart, але посів 33 місце у Download Chart[43].
4. ↑  Сингл «Young, Dumb, Stupid» не потрапив у RIAS Top Streaming Chart, але посів 17 місце у Top Regional Chart[44].